# ماتاروشکا بانگا
ماتاروشکا بانگا (به صربی: Mataruška Banja) یک منطقهٔ مسکونی در صربستان است که در ناحیه راشکا واقع شده‌است. ماتاروشکا بانگا ۲٫۱۷ کیلومتر مربع مساحت و ۲٬۹۵۰ نفر جمعیت دارد.